# ابراهیم سلیمانا
ابراهیم سلیمانا (انگلیسی: Ibrahim Sulemana؛ زادهٔ ۲۲ مهٔ ۲۰۰۳) بازیکن فوتبال اهل غنا است که در حال حاضر برای باشگاه فوتبال هلاس ورونا به میدان می رود.